# Gununghalu (plaats)
Gununghalu is een bestuurslaag in het regentschap Bandung Barat van de provincie West-Java, Indonesië. Gununghalu telt 11.007 inwoners (volkstelling 2010).